# Кремен (град)
Кремен (њем. Kremmen) град је у њемачкој савезној држави Бранденбург. Једно је од 19 општинских средишта округа Оберхафел. Према процјени из 2010. у граду је живјело 7.244 становника. Посједује регионалну шифру (AGS) 12065165.

## Географски и демографски подаци
Кремен се налази у савезној држави Бранденбург у округу Оберхафел. Град се налази на надморској висини од 39 метара. Површина општине износи 209,0 km². У самом граду је, према процјени из 2010. године, живјело 7.244 становника. Просјечна густина становништва износи 35 становника/km².